# Dimmitt
La ville de Dimmitt (en anglais [ˈdɪmɪt]) est le siège du comté de Castro, dans l’État du Texas, aux États-Unis,. Lors du recensement des États-Unis de 2010, elle comptait une population de 4 393 habitants, estimée à 4 275 habitants en 2017.

## Histoire
En 1942, une météorite a été découverte dans le comté de Castro et nommée d’après la ville de Dimmitt. C’est l’une des 311 météorites approuvées du Texas.
En avril 2023, une explosion et un incendie subséquent à South Fork Dairy, près de Dimmitt, ont entraîné la mort d’environ 18 000 bovins laitiers et blessé grièvement un ouvrier agricole.